# Ephemeroidea
Super-famille
Les Ephemeroidea (Éphéméroidés) sont une super-famille d'insectes de l'ordre des Éphéméroptères (les « éphémères »).

## Liste des familles
- Behningiidae
- Ephemeridae
- Palingeniidae
- Polymitarcyidae
- Potamanthidae